# Jesper Mathiesen
Jesper Mathiesen (født 1956 i Odense) er en dansk politiker, der er medlem af Syddjurs Kommunalbestyrelse, valgt for Socialdemokraterne.
Mathiesen er uddannet fra Skårup Statsseminarium i 1981 og arbejdede frem til 2009 som administrativ leder på Virupskolen i Århus Kommune.
Han blev valgt til Rosenholm Kommunalbestyrelse i 2002 og sad den første periode i børne- og kulturudvalget. I 2006 blev han valgt til Syddjurs Kommunalbestyrelse og blev formand for job- og erhvervsudvalget. Efter kommunalvalget 2009 blev der først indgået en konstituering med Venstre og Konservative fra valgaftenen, som gjorde Venstres Claus Wistoft til borgmester, men denne valgte Socialdemokraterne at løbe fra. Man lavede derefter en aftale med Socialistisk Folkeparti og Radikale Venstre, som gjorde Jesper Mathiesen til borgmester. Denne blev ændret 30. november 2009, således at borgmesterposten i stedet tilfaldt Socialistisk Folkeparti.
Efter valget i 2013 kunne Mathiesen pr. nytår med støtte fra Venstre, Liberal Alliance og Dansk Folkeparti se frem til at skulle være borgmester i Syddjurs Kommune. Dette blev imidlertid forhindret af Venstre, der i stedet pegede på deres egen Claus Wistoft. Dette fik Mathiesen til at ytre ønske om at forlade byrådet for altid.